# William Kim
William Kim interpretat de Reggie Lee, este un personaj din serialul de televiziune Prison Break difuzat de Fox.